# Rio de Janeiro Challenger 2001
Il Rio de Janeiro Challenger 2001 è stato un torneo di tennis facente parte della categoria ATP Challenger Series nell'ambito dell'ATP Challenger Series 2001. Il torneo si è giocato a Rio de Janeiro in Brasile dal 3 al 9 dicembre 2001 su campi in cemento.

## Vincitori

### Singolare
Kristian Pless ha battuto in finale  Ricardo Mello con il punteggio di 6–1, 6–1

### Doppio
Justin Gimelstob /  David Macpherson hanno battuto in finale  Julian Knowle /  Michael Kohlmann con il punteggio di 7–6(5), 6–3